# Mausoleul Eroilor de la Galați
Mausoleul Eroilor de la Galați este un mausoleu dedicat eroilor. Aici sunt înhumați, în morminte comune și în osuar, militari români și străini căzuți în bătăliile din Războiul pentru Independență, Primul și Al Doilea Război Mondial. În mausoleu sunt depuse osemintele a 2.625 de eroi români, ruși, francezi. Acesta se află în Cimitirul Eternitatea din Galați. Aici mai sunt, Monumentul eroilor români, Monumentul eroilor francezi și Monumentul eroilor germani. Cimitirul Eternitatea din Galați a aderat la Asociația Cimitirelor Semnificative din Europa și este inclus în Ruta Culturală a Cimitirelor Europene.